# Liam Williams
Liam Williams (ur. 9 kwietnia 1991 r. w Morriston w hrabstwie Swansea) – walijski rugbysta występujący na pozycji obrońcy lub skrzydłowego. Reprezentant kraju, dwukrotny uczestnik pucharu świata, członek drużyny British and Irish Lions.

## Młodość
Pierwszy kontakt z rugby Williams miał w wieku lat sześciu w młodzieżowych grupach miejscowego klubu Waunarlwydd R.F.C. Ze swoją pierwszą drużyną dotarł do finału West Wales Cup, jednak w ocenie sztabu szkoleniowego Ospreys był zbyt mało uzdolniony, by otrzymać zaproszenie do klubowej akademii. W ekipie Waunarlwydd zadebiutował w rozgrywkach seniorów, jednocześnie przez trzy lata praktykując jako monter rusztowań w zakładach metalurgicznych Margam w Port Talbot.
Uczęszczał do Gowerton Comprehensive School.

## Kariera klubowa
Latem 2010 roku dołączył do półamatorskiego Llanelli R.F.C. W trakcie sezonu wystąpił w 22 meczach pierwszej drużyny.
W 2011 roku podpisał kontrakt z ekipą Scarlets z Pro12, debiutując w spotkaniu z Connacht Rugby. W pierwszym sezonie w 26 występach zdobył osiem przyłożeń. Był także nominowany do miana odkrycia turnieju podczas zmagań o Anglo-Welsh Cup. W europejskich rozgrywkach zadebiutował w spotkaniu z Castres Olympique już w listopadzie 2011 roku. W drużynie Scarlets występował przez sześć sezonów, w trakcie których w czerwonej koszulce zanotował 140 punktów w 75 ligowych spotkaniach. Swój największy sukces osiągnął jednak w ostatnim meczu, kiedy to po zwycięstwie nad irlandzkim Munster Scarlets sięgnęli po pierwszy od 2004 roku tytuł mistrzowski. Williams zdobył wówczas pierwsze przyłożenie finału.
Wraz z początkiem sezonu Williams przeniósł się do angielskiej drużyny Saracens F.C. Informację tę podano do publicznej wiadomości już w styczniu 2017 roku. W debiutanckim sezonie występował głównie na skrzydle, skąd zdobył siedem przyłożeń. Ze swoim nowym zespołem wywalczył mistrzostwo Anglii, jednak wobec urazu ramienia, jakiego doznał w ostatnim meczu sezonu zasadniczego, nie był w stanie wystąpić w fazie pucharowej. Podobnie we wcześniejszej fazie rozgrywek kontuzja pachwiny zmusiła go do niemal trzymiesięcznej przerwie w grze. W pierwszym spotkaniu nowego sezonu 2018/2019, przeciw Bristol Bears Williams jako rezerwowy zdobył hattrick przyłożeń; wyczyn ten powtórzył – już jako zawodnik podstawowego składu – w meczu z Bath. Ostatecznie Saracens ponownie okazali się najlepsi w kraju, a Williams zdobył jedno z przyłożeń w finałowym pojedynku z Exeter Chiefs wygranym 37:34. Drużyna spod Londynu sięgnęła wówczas po „podwójną koronę”, niespełna miesiąc wcześniej zdobywając także trofeum na arenie międzynarodowej, European Rugby Champions Cup. W finale zespół Williamsa pokonał Irlandczyków z Leinster 20:10. W ciągu sezonu Walijczyk przedłużył kontrakt z Saracens na kolejny rok.

## Kariera reprezentacyjna
W obozach młodzieżowych reprezentacji uczestniczył co najmniej począwszy od 2002 roku i kadry do lat 11. Choć zdarzało mu się grać w grupach do lat 15 czy 16, na dobre w drużynach młodzieżowych przebił się dopiero w zespole U-20. W 2011 roku brał udział w Pucharze Sześciu Narodów oraz mistrzostwach świata we Włoszech, gdzie Walia zajęła 7. miejsce. Spotkanie z Nową Zelandia zakończyło się rekordową porażką 0:92.
W listopadzie 2011 roku, po zakończonym pucharze świata otrzymał powołanie na zgrupowanie pierwszej pierwszej reprezentacji. Był w 25-osobowym składzie podczas Pucharu Sześciu Narodów, kiedy Walijczycy zdobyli wielki szlem, jednak nie wystąpił w żadnym spotkaniu. Swój pierwszy mecz rozegrał dopiero w sparingu z Barbarians w czerwcu 2012 roku, który to walijska federacja zakwalifikowała jako mecz oficjalny. Bezpośrednio po tym spotkaniu znalazł się w składzie reprezentacji na serię meczów w Australii (rozegrał sparing z ekipą Brumbies). Pomimo początkowych trudności Williams niedługo później stał się pewnym punktem drużyny, uczestnicząc w kolejnych zmaganiach o Puchar Sześciu Narodów 2014 i 2015.
Pomimo pośpiesznego powrotu do zdrowia po kontuzji (pęknięcie kości stopy), znalazł się w składzie Walijczyków na puchar świata 2015. Nie w pełni zaleczony uraz odnowił się w trzecim spotkaniu grupowym z Australią. Kontuzja po raz kolejny oznaczała kilkumiesięczną rehabilitację. Tuż po odzyskaniu pełnej sprawności wziął udział we wszystkich pięciu meczach kolejnej edycji Pucharu Sześciu Narodów, jednak w ostatnim spotkaniu ponownie doznał urazu, tym razem mięśni uda. W czerwcu był jednym z podstawowych zawodników reprezentacji Walii podczas serii spotkań z Nową Zelandią.
W kolejnym sezonie reprezentacyjnym, mimo nieudanych rozgrywek w zimowym Pucharze Sześciu Narodów, Williams znalazł się w składzie British and Irish Lions, mieszanej reprezentacji Wysp Brytyjskich, na tournée po Nowej Zelandii. W czasie spotkań na antypodach imponował wysoką formą. Wystąpił w sześciu spotkaniach, w tym w podstawowym ustawieniu we wszystkich trzech meczach z zespołem All Blacks, notując przy tym godny odnotowania udział przy pamiętnym przyłożeniu Seána O’Briena.
Jesienią 2018 roku Williams, w wieku 27 lat rozegrał swój 50. mecz w narodowych barwach. Pojedynek z Tonga na Millennium Stadium zakończył się wysokim zwycięstwem gospodarzy, a sam jubilat zdobył w nim dwa przyłożenia. Spośród listopadowych spotkań Walijczycy wygrali wszystkie i z dziewięcioma zwycięstwami z rzędu umocnili się na trzecim miejscu w światowym rankingu. W lutym i marcu Williams pełnił rolę podstawowego obrońcy reprezentacji, która wygrywając wszystkie pięć spotkań sięgnęła po wielki szlem podczas Pucharu Sześciu Narodów 2019. Jego imponujące występy sprawiły, że po zakończeniu rozgrywek był jednym z nominowanych do tytułu zawodnika turnieju. We wrześniu tego samego roku znalazł się w składzie na swój drugi puchar świata, który rozgrywany miał być w Japonii.

### Statystyki
Stan na dzień 7 września 2019 r.
Występy na arenie międzynarodowej
| Drużyna narodowa | Rok  | Mecze | Punkty |
| ---------------- | ---- | ----- | ------ |
| Walia            |      |       |        |
| 2012             | 3    | 0     |        |
| 2013             | 5    | 0     |        |
| 2014             | 10   | 5     |        |
| 2015             | 8    | 5     |        |
| 2016             | 12   | 15    |        |
| 2017             | 7    | 15    |        |
| 2018             | 6    | 20    |        |
| 2019             | 7    | 0     |        |
| Suma             | Suma | 58    | 60     |

| Zespół | Rok  | Mecze | Punkty |
| ------ | ---- | ----- | ------ |
| Lions  |      |       |        |
| 2017   | 3    | 0     |        |
| Suma   | Suma | 3     | 0      |

Przyłożenia na arenie międzynarodowej
| Lp. | Data              | Miejsce                                 | Przeciwnik        | Rozgrywki                   |
| --- | ----------------- | --------------------------------------- | ----------------- | --------------------------- |
| 1.  | 15 marca 2014     | Millennium Stadium, Cardiff             | Szkocja           | Puchar Sześciu Narodów 2014 |
| 2.  | 21 marca 2015     | Stadio Olimpico, Rzym                   | Włochy            | Puchar Sześciu Narodów 2015 |
| 3.  | 19 marca 2016     | Millennium Stadium, Cardiff             | Włochy            | Puchar Sześciu Narodów 2016 |
| 4.  | 18 czerwca 2016   | Wellington Regional Stadium, Wellington | Nowa Zelandia     | mecz towarzyski             |
| 5.  | 12 listopada 2016 | Millennium Stadium, Cardiff             | Argentyna         | mecz towarzyski             |
| 6.  | 5 lutego 2017     | Stadio Olimpico, Rzym                   | Włochy            | Puchar Sześciu Narodów 2017 |
| 7.  | 11 lutego 2017    | Millennium Stadium, Cardiff             | Anglia            | Puchar Sześciu Narodów 2017 |
| 8.  | 25 lutego 2017    | Murrayfield Stadium, Edynburg           | Szkocja           | Puchar Sześciu Narodów 2017 |
| 9.  | 17 marca 2018     | Millennium Stadium, Cardiff             | Francja           | mecz towarzyski             |
| 10. | 17 listopada 2018 | Millennium Stadium, Cardiff             | Tonga             | mecz towarzyski             |
| 11. | 17 listopada 2018 | Millennium Stadium, Cardiff             | Tonga             | mecz towarzyski             |
| 12. | 24 listopada 2018 | Millennium Stadium, Cardiff             | Południowa Afryka | mecz towarzyski             |

## Styl gry
Williams słynie z wytrzymałości fizycznej oraz ambitnej, zaangażowanej postawy na boisku, zwłaszcza w obronie. W ataku stałym elementem jego gry są dynamiczne wbiegnięcia z głębi pola regularnie dające zdobycz punktową. Jego szczególnie silną stroną jest walka o górne piłki i ich łapanie w wyskoku – sam siebie nazywa „rozbrajaczem bomb” (od ang. bomb kick – zagranie piłki nogą, po którym ta spada na ziemię z dużej wysokości).
Z równym powodzeniem występuje jako obrońca oraz skrzydłowy – w swoich pierwszych pięćdziesięciu spotkaniach w reprezentacji Walii na obu pozycjach występował niemal w równych proporcjach. Choć sam niejednokrotnie wskazywał, że lepiej czuje się jako obrońca, na pozycji tej w kadrze przyszło mu rywalizować chociażby z Leigh Halfpennym.
Już na początku swojej kariery porównywany był do J.P.R. Williamsa, legendarnego reprezentanta Walii z lat 70. Po serii imponujących występów w latach 2018–2019 przez część tytułów prasowych i ekspertów sportowych zaczął być określany mianem najlepszego lub jednego z najlepszych zawodników na swojej pozycji.
W maju 2021 roku ogłoszono, że zawodnik znalazł się w składzie British and Irish Lions na serię spotkań w Południowej Afryce.